# Polgár Sándor
Polgár Sándor, született Pollák Sándor (Győr, 1876. december 13. – Auschwitz, 1944. június 15.) botanikus, tanár.

## Életpályája
Pollák Wolf és Teller Karolina gyermekeként született. 1900-ban a Budapesti Tudományegyetemen szerzett természetrajz–vegytan–földrajz szakos tanári oklevelet, közben már Mágócsy-Dietz Sándor asszisztenseként dolgozott. 1900-tól 1935-ig (nyugdíjazásáig) a győri reáliskolában tanított. 1944-ben deportálták, Auschwitzban hunyt el, 68 évesen.

## Munkássága
Ifjúkorától botanizált, különösen Győr vármegye és a Bakony flórája foglalkoztatta. Megírta megyéje növényföldrajzát, majd élete fő művét, a teljes megyei flórát, amely a legteljesebb magyar megyei flóramű. Foglalkozott az adventív (behurcolt) növényekkel és a Solanum-fajokkal is.

## Főbb munkái
- Győr megye növényföldrajza (Magyar Botanikai Lapok, 1912. 11. szám)
- Solanum tanulmányok (Botanikai Közlemények 1926. 23. szám)
- Győr megye flórája (Botanikai Közlemények 1941. 38. szám)